# 2021年埃塞俄比亞大選
2021年埃塞俄比亞大選於2021年6月21日（星期一）舉行，選出新一屆聯邦議會人民代表院的議員，地方選舉同日舉行。
本次選舉原定於2020年8月舉行，中央政府以2019冠状病毒病疫情為由而延至2021年舉行。埃塞俄比亞總理阿比·艾哈邁德·阿里於選舉前宣稱本次選舉是該國首次嘗試舉行「自由和公平的選舉」。登記選民超過3,700萬人，參選人民代表院的政黨有46個。
在全部547個人民代表院選區中，有111個不會在2021年6月21日舉行投票，其中38個位於陷入提格雷战争的提格雷州，該州的選舉日期未定，其餘選區的投票計劃延至9月6日舉行。其後在3個州的47個選區的選舉延至9月30日舉行，其餘選區的選舉日期未定。

## 選舉制度
人民代表院的議席由單議席選區選出，以領先者當選。

## 選舉結果
本次選舉的投票率超過90%。埃塞俄比亞全國選舉委員會於2021年7月10日公佈，執政黨繁荣党在舉行投票的436個席位中贏得410席。反對黨只贏得11席。